# 倉科荘
倉科荘（くらしなのしょう）は、信濃国埴科郡（現在の長野県千曲市屋代地区）にあった荘園。

## 歴史
『和名類聚抄』の埴科郡倉科郷に比定され、『吾妻鏡』文治2年3月12日（1186年4月3日）条に後白河法皇から源頼朝に示された「関東御知行国々内乃具未済庄々注文」では九条城興寺領となっている。仁和4年（888年）の大洪水によって、それまでの屋代条里田を含む一帯は４ｍもの厚い洪水堆砂に埋まり広大な荒れ地と化した。これらが順次開墾され私有地化、荘園化が進んでいたものと考えられる。
正応3年（1290年）5月14日の鎌倉幕府下知状によれば、地頭の屋代直経（屋代氏）から、子の乙王に荘内東条の田地が譲与され、執権北条貞時がこれを認めている。また荘園の農民が荘域外の開墾地を開発し、官物は国衙に納め、雑役は荘園に納入する加納田として屋代四ヶ村があった。
建武元年（1334年）6月16日の雑訴決断所牒によると、領家側の雑掌が、屋代下条の一分地頭らによる下地押領と年貢違乱を訴え、雑訴決断所は信濃国船山守護所（千曲市小船山）に召進めるよう命じ（市河家文書）、翌年8月14日の守護所宛の所牒によれば、当荘について領家の九条城興寺（真言宗）と如意寺（天台宗・園城寺（現在の三井寺）別院で応仁の乱後徐々に衰亡して後に廃絶）とが相論しての解決を求められたが、如意寺側が出府対決に応ぜず、守護所に当荘を点定（差押え.没収？）するよう命じている（市河家文書）。
室町時代以降は倉科郷として諏訪大社の神役勤仕や造宮を負担し、戦国時代の動乱で造宮銭の難渋があり、宝殿の造替ができないと宮大工が申し出たのに対し，武田信玄は不足分50貫文を武田氏の料所から補充すると述べている。
　